# 私が初めて創ったドラマ
『私が初めて創ったドラマ』（わたしがはじめてつくったドラマ）は、NHKのショートドラマシリーズである。放送はNHKデジタル衛星ハイビジョン。
『25分 私が初めて創ったドラマ』として2009年3月と12月に3夜連続3本立てで放送された。
2010年10月1日から2011年3月4日までは第二弾として『私が初めて創ったドラマ』とタイトルを改め、毎週金曜日の定時枠で放送されていた。

## 概要
テレビドラマ演出未経験者によるショートドラマシリーズである。NHKや民放で報道や情報番組などを製作するスタッフや俳優、劇団主宰者、CM業界スタッフなどが脚本を手掛け、自ら演出を務める。

## 放送日時
- BShi
  - 毎週金曜 21:00 - 21:55
  - 翌週火曜 7:00 - 7:25（再）
  - 翌週金曜 12:00 - 12:25（再）
- BS2
  - 翌週木曜 23:45 - 24:10（再）

## 放送

### 25分私が初めて創ったドラマ
2009年3月と12月にそれぞれ3夜連続3本立てで放送された。
「GAP the BAG」
2009年3月20日
- 脚本・演出：阿由葉聡子（テレビマンユニオン）
- 出演：酒井美紀、高橋和也、たなべ勝也 ほか

「藤川道場物語」
2009年3月21日
- 脚本・演出：牧野雅光（NHK報道局映像センター）
- 制作統括：田村文孝
- 柔道指導：新実
- 出演：的場浩司（藤川吾郎）、八十田勇一（成瀬雅男）、川嶋麗惟（成瀬まい）、竹中里美（成瀬圭子）、上田耕一（青柳）、佐久間隆行（鵜飼信）、大杉篤史（濱本剛）、内田駿之介（カズ）ほか

「父、帰る。」
2009年3月22日
- 脚本・演出：小山和行（日テレアックスオン）
- 制作統括：田村文孝、大森美孝
- 制作著作：NHK、AX-ON
- 音楽：椎名邦仁
- 出演：鳥羽潤（夫）、大路恵美（妻）、水谷百輔（ササキ）

「ウラ声ボーイズ」
2009年12月21日
- 脚本・演出：峰添忠（クリエイティブネクサス）
- 制作統括：大加章雅、中川幸美
- 合唱指導：佐藤文子、菊池大成
- 合唱：岩手県立宮古高校音楽部
- 撮影：池内義浩
- 出演：松川尚瑠輝（安田ヒロシ）、尾野真千子（ヨシムラ響子）、染谷将太（原田）、草野イニ（北尾信一郎）、太賀（三島カズヤ）、矢部裕貴子（エリカ）、岩清水華衣、和川未優、相葉香凛、笠井しげ（吉田）、清水貴紀（石井）、山下翔（安田ヒロシ・小学生時代）ほか

「5Q」
2009年12月22日
- 脚本・演出：奈須亮三（ホールマン）
- 出演：大倉孝二、浅見れいな、高野志穂、三津谷葉子、松岡璃奈子 ほか

「恐竜とおじいちゃん」
2009年12月23日
- 脚本・演出：森田と純平（エイベックス&イースト）
- プロデューサー：中川真由美
- 制作統括：大加文雅、波多野健
- 美術：椎葉京子
- 出演：夏未エレナ（真琴）、ミッキー・カーチス（真琴の祖父）[1]、前田亜季（さおり）

### 私が初めて創ったドラマ
2010年10月1日から放送。
| タイトル                       | 放送日   | 脚本・演出   | 主な出演者                                             | 制作統括            | 制作(NHK)                  |
| 2010年                         | 2010年   | 2010年       | 2010年                                                 | 2010年              | 2010年                     |
| ------------------------------ | -------- | ------------ | ------------------------------------------------------ | ------------------- | -------------------------- |
| 俺んちの神様                   | 10月1日  | 岡田茂       | 濱田岳、蓮佛美沙子、蛭子能収、ふせえり、野波麻帆       |                     | ロボット                   |
| ナイス ダイ!                   | 10月8日  | 園田真由美   | 原日出子、杉本哲太、中原丈雄                           |                     | オフィスラフトQUA          |
| 奉納イデア毛抜き祭             | 10月15日 | 前川知大     | 中尾明慶、安井順平、佐々木蔵之介                       |                     | ケイファクトリー           |
| テツトモ                       | 10月22日 | 佐々木利男   | 中山祐一朗、市川実日子、鈴木砂羽                       |                     | プロテックス               |
| オーマイゴット!?               | 10月29日 | 高田陽介     | 池松壮亮、荒井萌、波瑠、加藤慶祐                       | 銭谷雅義 前畑祥子   | ファブコミュニケーションズ |
| FとPに挟まれたN、 朝本武の場合 | 11月5日  | 本田筆治     | 阿南健治、川平慈英、古田新太、平岩紙                   | 銭谷雅義 宮川晶     | ケイファクトリー           |
| 恐竜とおじいちゃん（再）       | 11月12日 | 森田と純平   | 夏未エレナ、ミッキー・カーチス、前田亜季               | 大加文雅 波多野健   | エイベックス&イースト      |
| 左脳系女子の恋                 | 11月19日 | 山本ワタル   | 伊藤歩、津田寛治、つぶやきシロー、濱田マリ             | 大加章雅 松島俊輔   | 電通                       |
| 藤川道場物語（再）             | 11月26日 | 牧野雅光     | 的場浩司、八十田勇一、上田耕一                         | 田村文孝            |                            |
| 正体                           | 12月3日  | 尾上貴洋     | 原田夏希、鳥羽潤、近藤公園、岩佐真悠子、山下容莉枝     | 大加章雅 渡邉浩仁   | AX-ON                      |
| 怪獣を呼ぶ男                   | 12月10日 | 安藤大佑     | 星野源、渡辺哲、長澤奈央、稲葉ゆうこ                   | 川島鉄司            | NHK佐賀放送局              |
| 僕と彼女と僕と蠅               | 12月17日 | 吉田光一     | 石田法嗣、夏帆、沢木郁也(声)                           | 銭谷雅義 久保田由美 | 東北新社                   |
| 2011年                         |          |              |                                                        |                     |                            |
| 5Q(再)                         | 1月7日   | 奈須亮三     | 大倉孝二、浅見れいな、高野志穂、三津谷葉子、松岡璃奈子 |                     | ホールマン                 |
| 沖縄ドライバーズノート         | 1月14日  | 山崎隆博     | 姜暢雄、上間美緒、照屋政雄、吉田妙子                   | 宮本英樹            | NHK沖縄放送局              |
| ウラ声ボーイズ(再)             | 1月21日  | 峰添忠       | 松川尚瑠輝、尾野真千子、染谷将太、草野イニ、太賀       | 大加章雅 中川幸美   | クリエイティブネクサス     |
| 母になったり、ならなかったり   | 1月28日  | 小西千栄子   | 中村優子、光石研、チャド・マレーン、内田春菊、藤谷文子 | 出水有三            |                            |
| リボルバーズ                   | 2月4日   | アベカズヒロ | 紺野まひる、眞島秀和、村田雄浩、橋本愛                 | 大加章雅 宮崎好弘   | アマナインタラクティブ     |
| 父、帰る(再)                   | 2月11日  | 小山和行     | 鳥羽潤、大路恵美、水谷百輔                             | 田村文孝 大森美孝   | AX-ON                      |
| エコ婚                         | 2月18日  | 河村みはる   | 平岩紙、瀬川亮、佐藤B作、桂亜沙美                      | 石井章              | NHK福島放送局              |
| 僕が好きだった君に             | 2月25日  | 石森康裕     | 山崎雄介、大村彩子、片岡礼子                           | 大隅直樹            | NHK高松放送局              |
| ギャップ ザ バック (再)        | 3月4日   | 阿由葉聡子   | 酒井美紀、高橋和也、たなべ勝也、橋爪遼                 | 田村文孝 合津直枝   | テレビマンユニオン         |
| タイトル                       | 放送日   | 脚本・演出   | 主な出演者                                             | 制作統括            | 制作(NHK)                  |

## 関連番組
- ドラマをつくろう！〜わたしが初めて創ったドラマ〜（2010年2月14日）
出演：竹山洋、堤幸彦、市川森一、原田眞人、品川祐 ほか